# Bracon melanoderes
Bracon melanoderes är en stekelart som beskrevs av Maximilian Spinola 1840. Bracon melanoderes ingår i släktet Bracon och familjen bracksteklar. Inga underarter finns listade.